# Paris Open 1999 - Qualificazioni singolare
Le qualificazioni del singolare  del Paris Open 1999 sono state un torneo di tennis preliminare per accedere alla fase finale della manifestazione. I vincitori dell'ultimo turno sono entrati di diritto nel tabellone principale. In caso di ritiro di uno o più giocatori aventi diritto a questi sono subentrati i lucky loser, ossia i giocatori che hanno perso nell'ultimo turno ma che avevano una classifica più alta rispetto agli altri partecipanti che avevano comunque perso nel turno finale.
Le qualificazioni del torneo Paris Open 1999 prevedevano 24 partecipanti di cui 6 sono entrati nel tabellone principale.

## Teste di serie
1. Hicham Arazi (primo turno)
2. Goran Ivanišević (primo turno)
3. Stefan Koubek (Qualificato)
4. Rainer Schüttler (Qualificato)
5. Juan Carlos Ferrero (ultimo turno)
6. Sargis Sargsian (ultimo turno)

1. John van Lottum (primo turno)
2. Sjeng Schalken (Qualificato)
3. Assente
4. Guillermo Cañas (ultimo turno)
5. George Bastl (primo turno)
6. Michael Chang (Qualificato)

## Qualificati
1. Michael Chang
2. George Bastl
3. Stefan Koubek

1. Rainer Schüttler
2. John van Lottum
3. Sjeng Schalken

## Tabellone

### Legenda
| - Q = Qualificato - WC = Wild card - LL = Lucky loser | - ALT = Alternate - SE = Special Exempt - PR = Protected Ranking | - w/o = Walkover - r = Ritirato - d = Squalificato |

### Sezione 1
|  | Primo turno | Primo turno       | Primo turno       | Primo turno | Primo turno |  |  | Ultimo turno | Ultimo turno  | Ultimo turno | Ultimo turno | Ultimo turno |  |
|  |             |                   |                   |             |             |  |  |              |               |              |              |              |  |
|  |             | Ivan Ljubičić     | Ivan Ljubičić     | 6           | 6           |  |  |              |               |              |              |              |  |
|  | 1           | Hicham Arazi      | Hicham Arazi      | 3           | 3           |  |  |              | Ivan Ljubičić | 6            | 6            | 5            |  |
|  | 12          | Michael Chang     | Michael Chang     | 7           | 6           |  |  | 12           | Michael Chang | 4            | 7            | 7            |  |
|  |             | Jean-René Lisnard | Jean-René Lisnard | 5           | 1           |  |  |              |               |              |              |              |  |

### Sezione 2
|  | Primo turno | Primo turno      | Primo turno      | Primo turno | Primo turno |  |  | Ultimo turno   | Ultimo turno   | Ultimo turno   | Ultimo turno | Ultimo turno |  |
|  |             |                  |                  |             |             |  |  |                |                |                |              |              |  |
|  |             | Julien Boutter   | Julien Boutter   | 7           | 7           |  |  |                |                |                |              |              |  |
|  | 2           | Goran Ivanišević | Goran Ivanišević | 6           | 6           |  |  | Julien Boutter | Julien Boutter | Julien Boutter | 4            | 6            |  |
|  |             | George Bastl     | George Bastl     | 6           | 6           |  |  | George Bastl   | George Bastl   | George Bastl   | 6            | 7            |  |
|  | 11          | Jeff Tarango     | Jeff Tarango     | 2           | 3           |  |  |                |                |                |              |              |  |

### Sezione 3
|  | Primo turno | Primo turno      | Primo turno | Primo turno | Primo turno |  |  | Ultimo turno | Ultimo turno    | Ultimo turno    | Ultimo turno | Ultimo turno |  |
|  |             |                  |             |             |             |  |  |              |                 |                 |              |              |  |
|  | 3           | Stefan Koubek    | 4           | 6           | 6           |  |  |              |                 |                 |              |              |  |
|  |             | Michaël Llodra   | 6           | 2           | 3           |  |  | 3            | Stefan Koubek   | Stefan Koubek   | 6            | 6            |  |
|  | 10          | Guillermo Cañas  | 6           | 0           | 6           |  |  | 10           | Guillermo Cañas | Guillermo Cañas | 3            | 2            |  |
|  |             | Justin Gimelstob | 4           | 6           | 2           |  |  |              |                 |                 |              |              |  |

### Sezione 4
|  | Primo turno   | Primo turno      | Primo turno      | Primo turno | Primo turno |  |  | Ultimo turno | Ultimo turno     | Ultimo turno | Ultimo turno | Ultimo turno |  |
|  |               |                  |                  |             |             |  |  |              |                  |              |              |              |  |
|  | 4             | Rainer Schüttler | Rainer Schüttler | 6           | 7           |  |  |              |                  |              |              |              |  |
|  |               | Daniel Nestor    | Daniel Nestor    | 1           | 5           |  |  | 4            | Rainer Schüttler | 4            | 6            | 7            |  |
|  | Wayne Black   | Wayne Black      | 6                | 3           | 6           |  |  |              | Wayne Black      | 6            | 2            | 5            |  |
|  | Antony Dupuis | Antony Dupuis    | 4                | 6           | 4           |  |  |              |                  |              |              |              |  |

### Sezione 5
|  | Primo turno | Primo turno         | Primo turno | Primo turno | Primo turno |  |  | Ultimo turno | Ultimo turno        | Ultimo turno | Ultimo turno | Ultimo turno |  |
|  |             |                     |             |             |             |  |  |              |                     |              |              |              |  |
|  | 5           | Juan Carlos Ferrero | 6           | 5           | 6           |  |  |              |                     |              |              |              |  |
|  |             | Wayne Arthurs       | 4           | 7           | 2           |  |  | 5            | Juan Carlos Ferrero | 4            | 6            | 3            |  |
|  |             | John van Lottum     | 6           | 4           | 6           |  |  |              | John van Lottum     | 6            | 4            | 6            |  |
|  | 7           | Daniel Vacek        | 4           | 6           | 1           |  |  |              |                     |              |              |              |  |

### Sezione 6
|  | Primo turno | Primo turno     | Primo turno     | Primo turno | Primo turno |  |  | Ultimo turno | Ultimo turno    | Ultimo turno    | Ultimo turno | Ultimo turno |  |
|  |             |                 |                 |             |             |  |  |              |                 |                 |              |              |  |
|  | 6           | Sargis Sargsian | Sargis Sargsian | 6           | 6           |  |  |              |                 |                 |              |              |  |
|  |             | Ján Krošlák     | Ján Krošlák     | 4           | 2           |  |  | 6            | Sargis Sargsian | Sargis Sargsian | 6            | 3            |  |
|  | 8           | Sjeng Schalken  | Sjeng Schalken  | 6           | 6           |  |  | 8            | Sjeng Schalken  | Sjeng Schalken  | 7            | 6            |  |
|  |             | Stéphane Huet   | Stéphane Huet   | 3           | 4           |  |  |              |                 |                 |              |              |  |